# 朱港实业有限公司
朱港实业有限公司，是中华人民共和国江西省南昌市新建区下辖的一个类似乡级单位，所辖区域或称为朱港农场。

## 行政区划
下辖以下地区：
第一小区社区、第二小区社区和滨湖农科所社区。